# Beauprea spathulifolia
Beauprea spathulifolia är en tvåhjärtbladig växtart som beskrevs av Brongn. & Gris. Beauprea spathulifolia ingår i släktet Beauprea och familjen Proteaceae. Inga underarter finns listade i Catalogue of Life.